# Circondario di Augusta
Il circondario di Augusta è un circondario situato nel distretto governativo della Svevia in Baviera (Germania).
Il capoluogo è la città di Augusta.

## Città e comuni
(Abitanti il 31 dicembre 2023)
| Comuni del circondario | Città 1. Bobingen (18 022) 2. Gersthofen (23 492) 3. Königsbrunn (28 377) 4. Neusäß (23 251) 5. Schwabmünchen (14 926) 6. Stadtbergen (15 614) | Comuni 1. Adelsried (2 610) 2. Allmannshofen (970) 3. Altenmünster (4 600) 4. Aystetten (3 053) 5. Biberbach (3 536) 6. Bonstetten (1 641) 7. Diedorf (10 777) 1. Dinkelscherben (6 819) 2. Ehingen (1 134) 3. Ellgau (1 185) 4. Emersacker (1 506) 5. Fischach (5 105) 6. Gablingen (4 955) 7. Gessertshausen (4 496) 8. Graben (4 038) 9. Großaitingen (5 339) 10. Heretsried (1 039) 11. Hiltenfingen (1 650) 12. Horgau (3 006) 13. Kleinaitingen (1 369) 14. Klosterlechfeld (2 983) 15. Kühlenthal (872) 16. Kutzenhausen (2 627) 17. Langenneufnach (1 894) 18. Langerringen (4 166) 19. Langweid a.Lech (8 878) 20. Meitingen (12 227) 21. Mickhausen (1 394) 22. Mittelneufnach (1 078) 23. Nordendorf (2 647) 24. Oberottmarshausen (1 785) 25. Scherstetten (1 120) 26. Thierhaupten (4 143) 27. Untermeitingen (7 568) 28. Ustersbach (1 239) 29. Walkertshofen (1 198) 30. Wehringen (3 055) 31. Welden (3 841) 32. Westendorf (1 733) 33. Zusmarshausen (6 620) |